# 乙女が結ぶ月夜の煌めき
『乙女が結ぶ月夜の煌めき』（おとめがむすぶつきよのきらめき）は、ensembleから2018年11月30日に発売された18禁美少女アドベンチャーゲーム。2019年6月28日には続編『乙女が結ぶ月夜の煌めき -Fullmoon Days-』が発売された。

## システム
本作は、マウスクリックなどでテキストを読み進めていくオーソドックスな恋愛アドベンチャーゲームである。いわゆる攻略ヒロインは5人。

## あらすじ
大財閥である四條家のお屋敷で使用人として働く結城冬弥（）は、財閥の一人娘である四條蘭（）の専属お世話係兼お目付け役として日々を過ごしていたが、ある日、蘭から明月女学園に短期転入することを知らされる。明月は教職員に至るまで女性で構成される男子禁制のお嬢様学園にして、従者といえども簡単には入れない場所である。それゆえ、冬弥も蘭が戻るまでは別の仕事をすると思っていた。しかし、蘭からは冬弥も女装して共に転入するように告げられる。それは、様々な分野で非凡な才能を発揮する「四條家の才媛」である蘭に学生のお手本となってもらいたいという理由からだった。だが、当の蘭は得手不得手の差が激しく、苦手な分野は冬弥がフォローしていたため、一人では学生の手本にはなれない。そして、冬弥は以前、とあるイベントで蘭の姿に扮して歌った経験があり、彼女との入れ替わりが問題なく可能なことを実証してしまっていた。結局、蘭の頼みを断れなかった冬弥は塔矢優紀として共に明月に通うことになった。
一方、蘭の転入には別の理由もあった。現在、明月女学園は学生が二派に分かれて対立している状況にあり、いずれにも属さない学生を外から招いて新たな風を吹き込むため、蘭に白羽の矢が立ったのである。

## 舞台

### ブライトとクレセント
明月女学園は歴史が古く、様々な財閥や資産家の子女が通う六年制のエスカレーター式の学園だったが、昨今の少子化に伴って一般家庭にも門戸を開き、現在では中途編入の生徒も多く通っている。学生の間では元からいるエスカレーター組をブライト、一般からの中途編入組をクレセントと呼んで区別する風潮があり、両者の間には生活環境の違いなどが原因で見えない壁が存在している。
今までは壁がありつつも大きな問題にはなっていなかった両者だが、最近になって確執が生まれ始め、両者の間で対立や衝突が起こるようになってしまった。学園側も何とか関係改善を試みているが、両者の融和には至っていない。

### ルナ
明月女学園で2日間に亘って開催される学園祭「お披露目会」の最後に全校生徒の投票によって選出される最優秀学生の通称。正式名称は「Luna of Glory」で、「月の女神の栄光」を意味する。ルナが学生会の次期会長を務めるのが慣例となっているが、お披露目会の2日目にクレセントは出場できない暗黙のルールがある。

## キャスト
| 役名             | 本編         | FD           |
| 主人公           | 主人公       | 主人公       |
| ---------------- | ------------ | ------------ |
| 塔矢 優紀        | 春乃いろは   | 春乃いろは   |
| ヒロイン         |              |              |
| 四條 蘭          | 花園めい     | 花園めい     |
| 冷泉 雫音        | 桃山いおん   | 桃山いおん   |
| 藤咲 渚          | 猫村ゆき     | 猫村ゆき     |
| 篠森 涼花        | 桃井いちご   | 桃井いちご   |
| 佐倉 こころ      | くすはらゆい | くすはらゆい |
| サブキャラクター |              |              |
| 能見 彩春        | 明羽杏子     | 明羽杏子     |
| 冷泉 美夜子      | 唯香         | 唯香         |

## スタッフ
（出典：）
- キャラクターデザイン - 武藤此史、せせなやう、倉澤もこ、佑真
- シナリオ - 甲二、水瀬拓未、八日なのか
- 音楽 - ミリオンバンブー

## 主題歌
オープニングテーマ「Ray」
作詞 - Duca / 作曲 - ANZIE / 歌 - Duca
エンディングテーマ「Lovin' You」
作詞 - 秋元凜 / 作曲 - ロドリゲスのぶ / 歌 - 榊原ゆい
FDオープニングテーマ「月の輪郭」
作詞 - Duca / 作曲・編曲 - @Jin / 歌 - Duca
FDエンディングテーマ「moonlit」
作詞 - Duca / 作曲 - yozuca* / 編曲 - lotta / 歌 - Duca

## 女装主人公ミニゲーム
乙女シリーズの歴代女装主人公が集結するミニゲームの第4弾「乙女シリーズ 女装主人公ミニゲーム New Stage」が期間限定で配布された。

## 反響

### 売り上げ
乙女が結ぶ月夜の煌めき
本作は発売月（2018年11月）の売り上げにおいて、Getchu.comの集計では4位、アダルトゲーム月刊誌『BugBug』の集計では3位を記録した。発売年（2018年）においては、Getchu.comの集計では50位、『BugBug』の集計では上位10位の圏外であった。
Fullmoon Days
ファンディスクの『Fullmoon Days』は、その発売月（2019年6月）の売り上げにおいて、Getchu.comの集計では11位、『BugBug』の集計では9位を記録した。発売年（2019年）においては、Getchu.comの集計で上位50位の圏外、『BugBug』の集計では上位10位の圏外であった。

### 人気投票
| 部門名       | Getchu.com | BugBug    | アワード  |
| ------------ | ---------- | --------- | --------- |
| 総合         | 圏外/20位  | 圏外/20位 | 45位/50位 |
| シナリオ     | 圏外/10位  | 圏外/10位 | 部門なし  |
| グラフィック | 圏外/10位  | 部門なし  | 部門なし  |
| 音楽         | 圏外/10位  | 圏外/10位 | 部門なし  |
| システム     | 圏外/10位  | 圏外/10位 | 部門なし  |
| ヴォイス     | 部門なし   | 圏外/10位 | 部門なし  |
| ムービー     | 圏外/10位  | 部門なし  | 部門なし  |
| エッチ       | 圏外/10位  | 圏外/20位 | 部門なし  |
| キャラクター | 0人/20位   | 0人/20位  | 部門なし  |

乙女が結ぶ月夜の煌めき
本作は発売月（2018年11月）のユーザー人気投票において、Getchu.comの8位を獲得した。発売年（2018年）の人気投票においては、Getchu.comでは全部門で圏外、『BugBug』では全部門で圏外、萌えゲーアワードでは45位であった（表：「2018年の美少女ゲーム人気投票における本作の位置」に一覧を示す）。
Fullmoon Days
ファンディスクの『Fullmoon Days』は、その発売月（2019年6月）のユーザー人気投票において、Getchu.comの10位を獲得した。発売年（2019年）の人気投票においては、Getchu.comでは全部門で圏外、『BugBug』では全部門で圏外、萌えゲーアワードでは上位40位の圏外であった（一覧表は省略する）。

### 批評
『BugBug』2019年2月号に本作のレビューが掲載された。レビュアーは「エスカレーター組と一般受験組の溝」という本作の舞台設定を、従来のシリーズ作品が扱ってきた音楽や芸術とは異質なものであるという趣旨を述べつつ、お嬢様学園ならではの題材であるとしている。シリアスなテーマは一歩間違えると重くなってしまうと指摘した上で、本作ではドロドロとした展開にならないため安心できると述べている。レビュアーは、そのような雰囲気作りに一役買っているのがヒロインの蘭であると指摘し、本作では破天荒な性格の蘭が「もう一人の主人公」として大活躍していたと評している。一方、女装主人公の外見は普通当たり障りのないデザインとなることが多いところ、主人公の優紀が片目を隠しているのは珍しいと分析された。
レビュアーはまた、本作においてはどのヒロインについても、主人公と共に映ったエッチCGが最低1枚は用意されている点を注意している。浴場での鉢合わせなど女装作品の定番も押さえられていると述べ、女装ジャンルが好きなユーザーには勧められる出来の作品であると結んでいる。

## 関連商品
以下のグッズが製作されている。
- 塔矢優紀抱き枕カバー[26]
- 四條蘭抱き枕カバー[26]
- 冷泉雫音抱き枕カバー[26]
- 藤咲渚抱き枕カバー[27]
- 各種Tシャツ[28]
- 乙女が結ぶ月夜の煌めき A1タペストリー[29]
- 乙女が結ぶ月夜の煌めき -Fullmonn Days- A1タペストリー[29]

以下の作品には本作主人公の塔矢優紀が登場している。
- シャイニー・シスターズ 〜女装主人公アイドルプロジェクト〜（2019年、ensemble）
- 星の乙女と六華の姉妹（2021年、ensemble）